# Jędrzejów (gmina w województwie opolskim)
Jędrzejów (1945–46 Andrzejów) – dawna gmina wiejska istniejąca w latach 1945–1954 i 1973–1975 w woj. śląskim i woj. opolskim (dzisiejsze woj. opolskie). Siedzibą władz gminy był Jędrzejów.
Gmina zbiorowa Andrzejów powstała po II wojnie światowej (w grudniu 1945) w powiecie grodkowskim na terenie tzw. Ziem Odzyskanych (tzw. I okręg administracyjny – Śląsk Opolski), powierzonym 18 marca 1945 administracji wojewody śląskiego, a z dniem 28 czerwca 1946 przyłączonym do woj. śląskiego (śląsko-dąbrowskiego).
Według stanu z 1 stycznia 1946 gmina składała się z 12 gromad: Andrzejów, Bogdanowice, Galancice, Gierowo, Kobyla, Mikołajów, Miodówka, Rogów, Strzeginów, Wierzbno, Wójtowice i Zakręty. 6 lipca 1950 zmieniono nazwę woj. śląskiego na katowickie; równocześnie gmina Jędrzejów wraz z całym powiatem grodkowskim weszła w skład nowo utworzonego woj. opolskiego.
Według stanu z 1 lipca 1952 gmina składała się z 12 gromad: Bogdanów, Gałążczyce, Gierów, Jędrzejów, Kobiela, Mikołajowa, Rogów, Starowice Dolne, Strzegów, Wierzbna, Wojnowiczki (Zakręty) i Wójtowice. Gmina została zniesiona 29 września 1954 wraz z reformą wprowadzającą gromady w miejsce gmin.
Jednostkę reaktywowano 1 stycznia 1973 w tymże powiecie i województwie; w skład gminy weszły obszary 15 sołectw: Bogdanów, Gałążczyce, Gierów, Jaszów, Jędrzejów, Kobiela, Mikołajowa, Rogów, Starowice Dolne, Strzegów, Sulisław, Wierzbno, Wojnowiczki, Wójtowice i Żarów.
1 czerwca 1975 gmina weszła w skład nowo utworzonego (mniejszego) woj. opolskiego.
30 października 1975 gmina została zniesiona przez połączenie z dotychczasową gminą Grodków w nową gminę Grodków.